# Phaonia canaliculata
Phaonia canaliculata är en tvåvingeart som beskrevs av Robineau-desvoidy 1830. Phaonia canaliculata ingår i släktet Phaonia och familjen husflugor. Inga underarter finns listade i Catalogue of Life.